# Družstevní nakladatelství Czytelnik

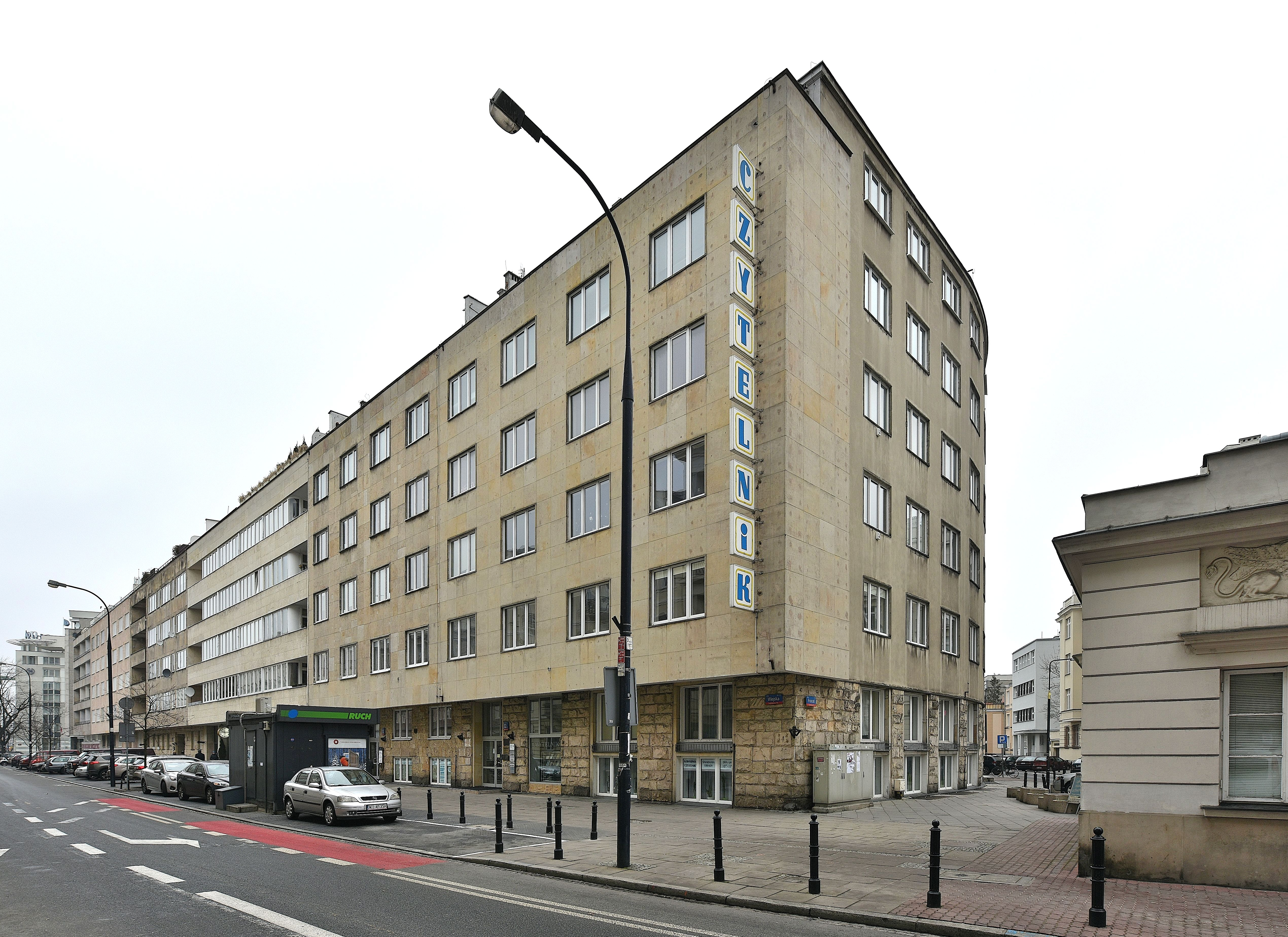
Budova Družstevního nakladatelstvî Czytelnik ve Varšavě

Družstevní nakladatelství Czytelnik (pl. Spółdzielnia Wydawnicza Czytelnik) je polské nakladatelství a vydavatelství.
Bylo založeno v roce 1944 v Lublinu z iniciativy Jerziho Borejszy, v roce 1945 přesídlilo do Varšavy. Czytelnik (tj. Čtenář) a Jerzy Borejsza stojí též u zrodu několika významných polských novinových titulů, např. Dziennik Polski (Polský deník), či Rzeczpospolita (Republika). V letech 1945-1948 dosáhlo pod vedením svého zakladatele ústředního vlivu na polskou kulturu, stalo se „impériem“, „státem ve státě“. V roce 1948 bylo původní vedení odstraněno a Czytelnik zcela ztratil na významu.
Czytelnik funguje do dnešního dne, vydává původní i překladovou beletrii, publicistiku, memoárovou literaturu aj.